# Teodora Angelina Comnena
Teodora Angelina (em grego:  Θεοδώρα Αγγελίνα; 1190 – 23 de junho de 1246) era a única filha de Ana Angelina e do sebastocrator Isaac Comneno. Seus avós maternos eram o imperador bizantino Aleixo III Ângelo e Eufrósine Ducena Camaterina.

## História
Teodora casou-se pela primeira vez em 1197 com Ibanco, líder dos búlgaros. Seu pai morreu preso na Bulgária alguns meses antes.
Poucos anos depois ela se tornou uma das esposas de um general rival, Dobromir Criso.